# Atractodes picipes
Atractodes picipes är en stekelart som beskrevs av Holmgren 1860. Atractodes picipes ingår i släktet Atractodes och familjen brokparasitsteklar. Arten är reproducerande i Sverige. Inga underarter finns listade.